# Bahnhof Xanten West
Der Bahnhof Xanten West war der älteste Bahnhof der Stadt Xanten am Niederrhein. Er wurde 1878 von der niederländischen Noord-Brabantsch-Duitsche Spoorweg-Maatschappij (Nordbrabant-Deutsche Eisenbahn-Gesellschaft; NBDS) in Betrieb genommen und war bis zu seiner Zerstörung zum Ende des Zweiten Weltkrieges in Betrieb. Das Empfangsgebäude wurde Ende der 1970er Jahre abgerissen.

## Lage und Aufbau
Die Betriebsstelle lag am Streckenkilometer 10,21 der als Boxteler Bahn bezeichneten VzG-Strecke 2515 von Büderich über Goch zur niederländischen Grenze bei Hassum. Die Strecke führte von dort aus weiter über Gennep nach Boxtel. 1940 umfasste der Bahnhof drei Durchfahrtsgleise, ein Ladegleis und einen Gleisanschluss. Ladestraße und Güterschuppen standen südlich der Gleise, das Empfangsgebäude war nördlich.
Der Bahnhof befand sich etwa anderthalb Kilometer südwestlich der Stiftskirche St. Viktor, die Zufahrt erfolgte über die heutige Boxtelstraße, die als Stichstraße von der Sonsbecker Straße abging.

## Geschichte
Die NBDS plante ursprünglich einen weitgehend geradlinigen Streckenverlauf von Goch über Uedem nach Wesel unter Umgehung Xantens. Verhandlungen des Xantener Bürgermeisters Schleß mit der Gesellschaft führten zur Änderung des Streckenverlaufs. Die Stadt überließ der NBDS das zum Bau des Bahnhofs benötigte Gelände unentgeltlich und frei von Kommunalabgaben. Im Gegenzug erklärte sich die NBDS bereit, sämtliche Züge in Xanten halten zu lassen. Der Bau der Strecke begann 1875 und zog sich bis 1878 hin. Im Abschnitt von Uedem über Xanten nach Birten standen umfangreiche Erdarbeiten an. Die Trasse sollte aus Gründen des Hochwasserschutz eine Mindesthöhe aufweisen, zudem waren drei Berge mit einer Höhe von 30 Metern bis 40 Metern zu überwinden, die Strecke verlief hier teilweise im Einschnitt. Am 1. Juli 1878 ging die Strecke zwischen Goch und Gest (ab 1881: Büderich) in Betrieb, die Züge fuhren aber von Beginn an über die Weseler Rheinbrücke bis Wesel. Der westliche Streckenabschnitt jenseits von Goch war seit dem 15. Juli 1873 in Betrieb. Im Jahr 1880 kam es zur ersten Erweiterung der Gleisanlagen.
Während der Planungen für die Strecke Rheinhausen – Kleve bot die Direktion der NBDS dem Kreis Moers an, den Streckenabschnitt Birten – Xanten kostenlos mit nutzen zu dürfen. Lediglich die Frachteinnahmen auf dem Abschnitt sollten der Gesellschaft zugutekommen. 1890 und 1891 wurden Renovierungsarbeiten am Empfangsgebäude und der Dienstwohnung des Bahnhofsvorsteher ausgeführt. 1892 wurden die Wärterbuden 78 und 79 in die Leit- und Sicherungstechnik des Bahnhofs einbezogen, sie übernahmen fortan die Bedienung des Einfahrsignals aus Richtung Uedem und der Einfahrweiche. 1901 sah die NBDS den Neubau des Empfangsgebäudes vor, um dem gestiegenen Verkehrsaufkommen durch den Bau der Strecke Rheinhausen – Kleve Rechnung zu tragen. Der 1902 fertiggestellte Bau ersetzte das hölzerne Empfangsgebäude von 1878. Der Neubau wies neben Diensträumen und einer Bahnhofsgaststätte drei Dienstwohnungen auf und war der größte Bahnhofsbau der NBDS im Deutschen Reich. Eine gemeinsame Nutzung mit der preußischen Staatsbahn fand indes nicht statt, da die 1904 eröffnete Strecke von Rheinhausen nach Kleve auf Wunsch der Stadt näher an das Zentrum herangeführt wurde. Somit bestand neben dem Bahnhof Xanten, zur Unterscheidung nun als Xanten NBDS bezeichnet, der Bahnhof Xanten Staatsbahnhof. Eine Gleisverbindung zwischen beiden Strecken bestand nicht.
Mit dem Ausbruch des Ersten Weltkriegs übernahm die Königliche Eisenbahn-Direktion Essen vorübergehend die Betriebsführung auf der Strecke. Im Jahr 1917 überließ die NBDS die Betriebsführung der Maatschappij tot Exploitatie van Staatsspoorwegen (SS), die in Friedenszeiten dann auch den deutschen Abschnitt übernahm. Die Staatsspoorwegen änderte die Bezeichnung des Bahnhofs in Xanten SS. 1925 übernahm die Deutsche Reichsbahn den innerhalb Deutschlands gelegenen Streckenabschnitt der Boxteler Bahn und stufte die Hauptbahn zu einer Nebenbahn herab. Der Bahnhof erhielt die Bezeichnung Xanten West, der zuletzt als Xanten Reichsbahn bezeichnete Staatsbahnhof erhielt den Namen Xanten. Der Bahnhof fiel infolge der Verstaatlichung in den Zuständigkeitsbereich der Reichsbahndirektion Köln.
Während des Zweiten Weltkrieges wurden die Hallen der Fassfabrik auf Grund ihrer günstigen Lage an den Gleisen beschlagnahmt und als Armeeverpflegungslager genutzt. Die Halle, die auch für den Umschlag von Kriegsbeute in Form von Alkohol oder Delikatessen genutzt wurde, erwies sich bald als zu klein, sodass Tanzzelte aufgestellt werden mussten. Die im Emaillierwerk beschäftigten ukrainischen Zwangsarbeiterinnen waren im Wartesaal des Empfangsgebäudes einquartiert und wurden vom Bahnhofswirt beköstigt. Am 26. Februar 1945 wurde der Bahnhof bei einem Nachtangriff stark zerstört. Unter anderem explodierte ein abgestellter Munitionszug, dem der Bahnhof Uedem die Annahme verweigert hatte.
Eine Wiederaufnahme des Verkehrs nach diesem Angriff unterblieb. Bei ihrem Rückzug in Richtung Wesel machte die Wehrmacht den Gleiskörper im Abstand von jeweils 100 Metern unbrauchbar. Die nachrückenden alliierten Verbände bauten die verbliebenen Gleisjoche Uedemerfeld und Labbeck westlich von Xanten ab, um mit ihren Panzern den Uedemer Hochwald durchqueren zu können. Am 10. März 1945 sprengten zudem Wehrmachtsangehörige die Weseler Eisenbahnbrücke. Die verbliebenen Reste wurden nach Kriegsende demontiert. Die Deutsche Bundesbahn vermietete die in dem Empfangsgebäude befindlichen Wohnungen an privat. Die Stadt Xanten erwarb das Gebäude 1972 für einen Preis von 688.270,22 D-Mark. Die letzte Wohnung wurde im Februar 1973 geräumt und das Gebäude fünf Jahre später abgerissen. Das Gelände wurde anschließend mit einem Gewerbegebiet überbaut.

## Verkehr

### Personenverkehr
Die NBDS ließ zwischen ab 1878 täglich vier Zugpaare zwischen Wesel und Boxtel verkehren, die an allen Unterwegsstationen hielten. Ab dem 15. Mai 1880 fuhr der erste Schnellzug zwischen Vlissingen und Oberhausen mit Kurswagen nach Berlin Schlesischer Bahnhof. In Vlissingen bestand ein Fähranschluss nach Queenborough mit anschließender Zugverbindung nach London. Ab 1881 fuhr der Zug als durchgehende Garnitur nach Berlin durch. Zwischen 1888 und 1892 wurden die Fährzüge nach Absprache zwischen der Maatschappij tot Exploitatie van Staatsspoorwegen und der Stadt Krefeld über den Grenzbahnhof Venlo umgeleitet. Von den 1892 wieder eingeführten Fährzügen hielt lediglich der Berliner Zug weiterhin in Xanten. In der Gegenrichtung war Xanten Bedarfshalt. In Goch beziehungsweise Wesel bestanden dann Anschlussverbindungen an den Schnellzug London – Vlissingen – Münster – Hamburg.
Der Winterfahrplan 1897/98 weist Xanten nicht mehr als Schnellzug-Halt auf. Es fuhren täglich sieben Züge nach Wesel und fünf Züge in Richtung Goch. Nach dem Sommerfahrplan 1914 hielten täglich sechs Zugpaare Wesel – Boxtel, von denen etwa die Hälfte nicht alle Unterwegsstationen bedienten. Hinzu kamen ein Zugpaar Wesel – Gennep, ein Personenzug von Wesel nach Goch. Im Frühverkehr vermittelte ein Personenzug von Xanten nach Goch Anschluss an den Durchgangszug D 12 (Berlin Schlesischer Bahnhof – Vlissingen). Ein weiterer Frühzug fuhr von Xanten nach Wesel. Nach Kriegsausbruch wurden die Schnellzüge eingestellt und in Friedenszeiten auf andere Strecken verlagert. Der letzte Schnellzug wurde 1923 eingestellt. In der Folge konnte die Deutsche Reichsbahn den Fahrplan vermehrt den lokalen Bedürfnissen anpassen. Im Sommer 1926 waren sechs Zugpaare zwischen Wesel und Goch eingesetzt, von denen vier über die Grenze bis Gennep weiter fuhren. Eine Anschlussverbindung nach Boxtel war nicht gewährleistet. Das Angebot blieb auch in den 1930er Jahren identisch. Der Winterfahrplan 1941/42 weist sieben Züge von Wesel in Richtung Gennep aus, in der Gegenrichtung acht Züge. Drei Zugpaare fuhren nur bis Goch.

### Güterverkehr
Xanten war vor allem für den Viehumschlag bedeutend und wies die größte Anzahl an Viehverkehr der NBDS auf. 1903, 1906 und 1906 wurden jeweils über 10.000 Stück Vieh umgeschlagen. Der allgemeine Güterumschlag lag 1903 bei 30.566 Tonnen und ging nach Eröffnung der Nebenbahn Rheinhausen – Kleve auf 17.276 Tonnen im Jahr 1906 zurück. Bis 1912 war wieder ein Anstieg auf 24.904 Tonnen zu verzeichnen. Zu den Anschließern im Bahnhof gehörten ein Steinmetzbetrieb mit einer schmalspurigen Anschlussbahn, ein Zementwerk, ein Emaillierwerk, eine Schuhfabrik, eine Obstgeleefabrik und eine Fassfabrik.
In den 1930er Jahren fuhren täglich vier Nahgüterzugpaare zwischen Wesel und Goch. Davon fuhren zwei, ab 1938/39 ein, Zugpaare nach Gennep weiter.